# 食破天驚
是一部於2009年上映的美國電腦動畫科幻喜劇電影，以茱蒂·巴瑞特及榮恩·巴瑞特所著的童書《天上掉下來的食物》架構基礎。索尼動畫製片，並由哥倫比亞影業於2009年9月18日在美國發行。
電影的配音員包含比爾·哈德爾、安娜·法瑞絲、布魯斯·坎貝爾、詹姆斯·肯恩、鮑勃·J·湯普森、安迪·山伯格、怪頭T先生、班傑明·布萊特、尼爾·派翠克·哈里斯、阿爾·羅克、勞倫·格雷厄姆及威爾·福爾特等人。該片為菲爾·洛德與克里斯多福·米勒執導及編劇。
該片收穫影評人及商業方面的良好回響，以1億美元的預算在全球進帳2.43億美元。續集《食破天驚2》於2013年9月27日在美國上映。改編自電影的同名電視劇於2017年2月20日在卡通頻道上首播。

## 劇情
富林·拉伍自小就有成為一名偉大發明科學家的遠大抱負，然而兒時首次發明的「立噴即穿鞋」就受到人們的嘲笑。長大後他的發明仍屢次失敗，像是「飛天車」、「鼠鳥」等。富林認為自己是個失敗者，但他的母親法蘭總是鼓勵著他的理想，然而，隨著母親逝世，留下不支持他的發明，且希望富林能繼承釣具行家業的父親提姆。富林住在名為「燕瀑島」的小島，該島以沙丁魚為特產，位於地圖上「大西洋」的「大」字下方。當全世界都覺得沙丁魚超級噁心，導致以沙丁魚為出產的小鎮經濟開始衰退不振，沙丁魚也成為島上的唯一生存食物。
富林為解決此困境，發明了將水分子結構基因重組轉變為食物的機器——發超特食。機器需要更多的電力，在沙丁魚樂園開幕當天，富林到鎮上的高壓電塔取電，大量的電力使機器暴走將整個樂園全毀，也讓來自紐約的氣象記者實習生姍姍·史巴克差點丟掉工作。全鎮的人都對富林的破壞感到憤怒，他在沮喪之餘獨自到港口，正巧遇到同時失望的姍姍來到此處洩怨。富林對姍姍一見鍾情，姍姍是第一個對他的發明感興趣的人。姍姍察覺富林正是害她報導出糗的始作俑者，而正想對富林大發雷霆開始抱怨的瞬間，天空降下了漢堡雨。
富林的發明終於成功，為小鎮帶來轉機，藉由發射器傳輸訊息到對流層的機器，天天照三餐降下不同的食物。貪婪的市長想藉由天空降下食物來成名，與富林合作將小島發展為美食小島，改名為「Chewandswallow」。但富林的父親仍舊希望富林繼承家業，兩人關係逐漸磨擦。鎮上警官厄爾的兒子卡爾生日，希望能夠將下特別的食物，隔日，鎮上降下了冰淇淋雪，覆蓋整個小鎮。富林看到他們父子間的愛，而對自己感到更加失望，不過他還是鼓起勇氣打給姍姍約會，帶著姍姍到他精心製作的果凍屋，姍姍自白說出她的過去，因為熱衷氣象科學，而被同儕嘲笑排擠，下定決心不再戴著眼鏡被恥笑。富林用果凍作成髮圈，幫她戴上眼鏡，表白說妳原本的樣子更漂亮，兩人的戀情萌生。
美食樂園即將開幕，小島邀請了世界各國遊客參加，富林成為剪綵者，開心地帶著老爸上牛排館告訴好消息，但老爸卻依舊不支持他，只能敗興而歸。富林回家途中，差點被巨大熱狗砸中，帶回分析發現基因開始產生突變，食物逐漸巨大化，想要停止機器卻被市長說服了。開幕當天，姍姍使用天氣探測器察覺有異，趕到會場告知富林，富林不予理會。世界各國來賓到場，富林不聽勸告，此時天空開始變異，義大利麵條龍捲風挾帶著肉球襲擊而來。富林為解決災難，奮力趕回實驗室緊急關掉機器，卻被市長阻擾導致機器損壞無法控制。富林遭遇一生最大的失敗，父親提姆帶著他的科學外衣，讓富林再度提升士氣，造了一艘飛天車二號，決定直接到天空將機器直接關閉。
富林在得到市民的原諒後，與猴子史蒂芬、姍姍、姍姍的攝影師曼尼和原鎮上的招牌吉祥物寶貝布萊特，四人一猴前往天上結束這場災難。厄爾警官也帶著人們利用巨大披薩和土司等食物建造食物帆船離開。此時變異的災難食物天氣逐漸地擴散到全世界，美國紐約首當其衝，遭到巨大甜甜圈流星雨的襲擊，法國巴黎、英國倫敦以及中國等各國亦無一倖免。
搭着飛天車二號潛入滿漢全席風暴裡，進入機器最深處。富林用於關閉系統的隨身碟，卻遭到披薩的襲擊而弄飛，他不得不連絡電腦障礙的父親提姆，幫忙傳檔案到他手機裡。此時，食物大雪崩將整個城鎮掩埋，在緊要關頭卻傳錯文件使得最後一絲希望消失。最後，無力挽回的局面下，富林拿出他最早發明噴膠鞋的噴膠，將機器洞口堵住，食物負載過量最終爆炸。富林得到鼠鳥的幫助回到地面，父親提姆藉由史蒂芬的翻譯機，將心中的話說出，富林和姍姍兩人終成眷屬，眾人合力重建被食物摧毀的世界。

## 角色

### 介紹
富林·拉伍（Flint Lockwood）
一名發明家。
珊珊·史巴克（Samantha "Sam" Sparks）
來自紐約的氣象台實習生。
提姆·拉伍（Tim Lockwood）
一名恐科技者，富林的喪偶父親。
猴子史蒂芬（Steve the Monkey）
富林的寵物長尾黑顎猴，透過Speak and Spell猴子思想翻譯機進行交流。
燕瀑島市長（Mayor Shelbourne）
燕瀑島的饕客及自負的市長。
大寶爺（Brent McHale）
曾在嬰兒時期拍過沙丁魚廣告，臭名昭彰的知名吉祥物。
厄爾警官（Officer Earl Devereaux）
該鎮的警察，若感應到危機即將發生，胸口的胸毛會顫抖。
凱爾（Calvin "Cal" Devereaux）
厄爾的兒子。
曼妮（Manny）
珊珊的瓜地馬拉攝影師，以及前醫生、飛行員和喜劇演員。
班傑明·布拉特（Patrick Patrickson）
氣象台的主持人。
法蘭·拉伍（Fran Lockwood）
富林的母親，在富林發明出發超特食的10年前過世。
喬·湯德（Joe Towne）
燕瀑島的大老粗。
蕾吉娜（Regina Devereaux）
厄爾的妻子。

### 配音員
| 配音                          | 配音   | 配音   | 角色                                 |
| 美國                          | 台灣   | 香港   | 角色                                 |
| ----------------------------- | ------ | ------ | ------------------------------------ |
| 比爾·哈德 馬克斯·紐斯（幼年） | 李世揚 | 張繼聰 | 富林·拉伍（Flint Lockwood）          |
| 安娜·法瑞絲                   | 楊凱凱 | 劉玉翠 | 珊珊·史巴克（Samantha "Sam" Sparks） |
| 詹姆士·坎恩                   | 林谷珍 | 周志輝 | 提姆·拉伍（Tim Lockwood）            |
| 尼爾·柏德烈·夏里斯            |        | 陳仕文 | 猴子史蒂芬（Steve the Monkey）       |
| 布魯斯·坎貝爾                 |        |        | 燕瀑島市長（Mayor Shelbourne）       |
| 安迪·萨姆伯格                 | 孫誠   |        | 大寶爺（Brent McHale）               |
| T先生                         | 李香生 |        | 厄爾警官（Officer Earl Devereaux）   |
| 巴比·J·湯普森                 |        |        | 凱爾（Calvin "Cal" Devereaux）       |
| 本杰明·布拉特                 | 符爽   |        | 曼尼（Manny）                        |
| 艾爾·洛克                     | 康殿宏 |        | 班傑明·布拉特（Patrick Patrickson）  |
| 勞倫·格拉姆                   | 陈美贞 |        | 法蘭·拉伍（Fran Lockwood）           |
| 威爾·福爾特                   |        |        | 喬·湯德（Joe Towne）                 |
| 安琪拉·雪爾頓                 |        |        | 蕾吉娜（Regina Devereaux）           |
| 比爾·哈德                     |        |        | 發超特食（"FLDSMDFR" machine）       |

## 製作
2003年5月9日，索尼動畫成立1年後宣布將推出首部動畫片，其中包含改編自《天上掉下來的食物》的電影《食破天驚》。貝瑞茲兄弟受聘擔任導演，韋恩·萊斯撰寫改編劇本。2006年，據報導，電影改由菲爾·洛德與克里斯多福·米勒執導及編劇。電影保留原作中奇幻構想部分，調整故事鬆散敘述結構，為人物加入鮮明性格特徵，並添加情節，講述小鎮為何有如此奇特的天氣景觀。
2008年9月18日，影視雜誌《綜藝》公佈演員比爾·哈德爾和安娜·法瑞絲分別接下動畫男女主角的角色配音，配音陣容還有布魯斯·坎貝爾、詹姆斯·肯恩、鮑勃·J·湯普森、安迪·山伯格、T先生、班傑明·布萊特、尼爾·派翠克·哈里斯等人。編導菲爾·洛德與克里斯多福·米勒兩人表示這將是一部向自然災難片致敬的動畫片，比如《世界末日》、《龍捲風》和《明天過後》。

## 行銷
2009年3月18日線上發佈首支預告片，預定在夢工廠年度3D動畫《怪獸大戰外星人》首度播映。2009年7月1日推出第二支預告片，於二十世紀福斯年度3D動畫《冰原歷險記3：恐龍現身》隨片播映。電影在2009年9月18日正式於美國上映。

## 外部連結
- 官方网站
- 互联网电影数据库（IMDb）上《食破天驚》的资料（英文）
- AllMovie上《食破天驚》的资料（英文）
- 爛番茄上《食破天驚》的資料（英文）
- Box Office Mojo上《食破天驚》的資料（英文）
- Metacritic上《食破天驚》的資料（英文）